# Радянсько-німецькі угоди (1939)
Радянсько-німецькі договори 1939 і їх доповнення:
1. 19 серпня 1939: Німецько-радянська торговельна угода.
Німеччина надала СРСР кредит на 200 млн німецьких марок і взяла на себе зобов'язання поставити Радянському Союзу за цим кредитом верстати та інше заводське обладнання, а також військову техніку; СРСР зобов'язався погасити кредит поставками сировини і продовольства.
12 лютого 1940: Господарська угода між Німеччиною і СРСР про розширення торгівлі.
10 січня 1941: Угоди про взаємні торговельні поставки до серпня 1942 року.
Серйозне економічне і військово-технічне співробітництво між Німеччиною та СРСР згідно з цими угодами діяло до самого початку Німецько-радянської війни.
2. 23 серпня 1939: Договір про ненапад між Німеччиною і Радянським Союзом (Пакт Молотова — Ріббентропа).
Договір означав різку переорієнтацію в зовнішній політиці СРСР на зближення з Німеччиною. Секретний протокол до договору встановлював розмежування сфер інтересів сторін. Німеччина визнавала інтереси СРСР в Латвії, Естонії, Східній Польщі, Фінляндії та Бессарабії.
Слідом за укладанням договору 1 вересня 1939 року Німеччина напала на Польщу, а 17 вересня 1939 року на територію Східної Польщі вступила Червона Армія, після чого до складу СРСР були включені Західна Україна і Західна Білорусь (1939), а згодом Прибалтика і Бессарабія (1940); в кінці 1939 СРСР напав на Фінляндію, розв'язавши радянсько-фінську війну 1939—1940 років.
3. 28 вересня 1939: Договір про дружбу та кордон між СРСР та Німеччиною.
Провів розмежування між СРСР і Німеччиною приблизно по «лінії Керзона»; закріпив ліквідацію польської держави.
10 січня 1941: Договір про радянсько-німецький кордон від річки Ігорки до Балтійського моря; Угода про переселення з Литовської, Латвійської і Естонської РСР німців до Німеччини з Угодою про врегулювання взаємних майнових претензій, пов'язаних з цим переселенням.
4. Угода про регулярне повітряне сполучення між Союзом РСР і Німеччиною[1]